# Renato Iacumin
Renato Iacumin (Aquileia, 1941 – Palmanova, 2012) è stato uno scrittore, saggista e politico italiano.

## Biografia
Insegnante divenuto poi anche dirigente di diversi istituti, Iacumin è stato attivo anche a livello politico, ricoprendo più volte la carica di consigliere comunale nella propria città.
Gli anni sessanta e settanta vedono l'attenzione concentrarsi sulla condizione dei contadini della Bassa Friulana, portando alla produzione di saggi e raccolte di poesia, definita "poesia civile" da Carlo Sgorlon.
Negli anni ottanta l'oggetto degli studi di Iacumin si focalizza sulla Basilica di Aquileia.
Sul piano sociale, si contraddistingue per l'impegno nel far sì che la comunità di Aquileia possa mantenere l'uso della Basilica di Santa Maria Assunta per i propri scopi religioso/devozionali, come riportato nella dedica de La Basilica di Aquileia - Il mosaico dell'aula nord: «Mi sia consentito dedicare questo lavoro alla Comunità di Aquileia perché viva nell'unità del confronto della basilica ritornata sua». 
La ricerca sul piano filologico porta alla pubblicazione nel 1988 di una nuova teoria, che propone una spiegazione gnostico-alessandrina ai mosaici della Basilica, basata sul vangelo gnostico Pistis Sophia.
Negli anni novanta e duemila, tale teoria viene ampliata dallo Iacumin con altre pubblicazioni, e sostenuta dalla comunità di studiosi, fra cui Luigi Moraldi e Gilberto Pressacco nell'ambito più ampio del dibattito sulle origini del primo cristianesimo nell'area.

## Lettura in chiave gnostica dei mosaici della Basilica di Aquileia
La Basilica di Aquileia è ricoperta da un tappeto musivo risalente all'inizio del IV secolo d.C. : tali mosaici si estendono anche verso il campanile nella cosiddetta "cripta degli scavi". Queste due aree musive corrispondono all'antica suddivisione degli ambienti in un'aula sud (l'attuale Basilica) adibita a scopi catecumenici, ed un'aula nord (l'area degli scavi sotterranea attigua al campanile) usata per le funzioni religiose.
L'intuizione giovanile di Iacumin inizia nell'ipotizzare che le raffigurazioni di animali ed alberi raffigurati dell'aula Nord fossero stelle e pianeti.
Il problema era trovare a quale rappresentazione cosmologica si rifacessero: una volta scartate le visioni più diffuse nell'Aquileia del II/III secolo (Ebraica, ellenistica/tolemaica, mitraica, egiziana/Proclo), una conferma viene dal cap. 136 di Pistis Sophia, la cui disposizione dei pianeti corrisponde per numero ed ordine (Cronos, Ares, Ermes, Afrodite, Zeus) alla rappresentazione musiva nella III campata.
Scorrendo i mosaici da ovest ad est (ovvero verso la luce), si può riconoscere l'ordine cosmico di Pistis Sophia, in ordine di perfezione crescente.
Nella cosmologia proposta la Terra si trova al centro, al livello più basso, ed è circondata da sfere (i cieli) concentrici.
I primi sono i cinque cieli planetari (Kerasmòs), circondati dai cieli delle stelle mobili (Stereoma, le costellazioni), per finire nell'ultima sfera del Plèroma, che rappresenta la pienezza divina.
L'anima del catecumeno doveva risalire questo percorso (ascesi) dopo la morte, per ritornare al Padre.
I vari cieli planetari/stellari sono divisi da cortine di nodi e fiori circolari, che secondo Pistis Sophia si aprivano periodicamente, permettando all'anima di accedere al cielo superiore, nel suo percorso di ascesi.
Ai livelli più bassi, l'anima ha una natura duplice (coppia pneuma/antimimon pneuma), ed è rappresentata come una coppia di uccelli, per poi perdere la componente terrena grazie all'ascesi.
Anche le suddivisioni fisiche fra campate, e l'òros all'interno della IV campata riflettono diversi gradi di iniziazione ascetica dell'anima, e diversi stadi di ascesi all'interno degli esponenti della comunità religiosa (ìlici, spirituali, pneumatici).
È da notare come alcune iconografie siano state "corrette" in seguito, per virare il loro significato verso dottrine più universali.
In dettaglio, il contenuto dei mosaici, diviso per campate, simboleggia:
- I campata. Di aggiunta più tarda rispetto alle altre.

- II campata. Il mondo sublunare: l'anima duplice in forma di coppie di volatili.

- III campata. Kerasmòs, ovvero la zona ove bene e male si miscelano, e vi sono solo tenui tracce di Spirito. Questi sono i cieli dei pianeti/arconti teriomorfi. Ogni cielo è dominato da un pianeta/arconte, e presenta l'anima in forma di coppia di volatili (sizìgia).
  - Giove/cavallo alato infuocato/Jachtanabas + due corvi
  - Venere/asino/Typhon + due pernici
  - Mercurio/Ecate trifronte + due fagiani
  - Marte/capro con insegne militari/Ariuth + due averle
  - Saturno/torello con falce/Paraplex + due porfirioni

- IV campata. Stereoma: cieli delle costellazioni/cinque alberi. In questi cieli l'anima è rappresentata da un singolo volatile (e non una sizigia), giacché essa si è già depurata dalla propria controparte terrena.
  - capricorno/Mosè salvato dalle acque
  - sette pernici (Pleiadi)/Melchisedech raccoglitore di luce
  - gambero e torpedine/Giosuè che ferma il sole
  - colomba treronina/Padre
  - drago con i dodici resti ilici/Jeu (ritoccato in sembianze di capretto)
- IV campata. Plèroma: pienezza di Dio. In questa area vi erano le raffigurazioni degli eòni, ovvero le emanazioni di Dio, di cui sono rimasti poche esempi a causa di rimaneggiamenti successivi (in primis il pavimento a stelline). Quest'area è suddivisa dal meno perfetto Stereoma tramite l'òros (limite), rappresentato da una fettuccia di tessere scure. Rimangono visibili:
  - Il fior di loto, simbolo dell'unità divina
  - L'Ariete/Cyriacoi (ritoccato in "Cyriace vibas"), ovvero l'archè
  - Il Gallo e la Tartaruga, ovvero la contrapposizione fra luce e tenebre per lo Spirito

## Opere

### Saggi sul Cristianesimo aquileiese delle origini
- Aquileia. Il tesoro di luce (Chiandetti editore, 1988)
- La Basilica di Aquileia - Il mosaico dell'Aula Nord (Chiandetti editore, 1990)
- La Basilica di Aquileia - Il mosaico dell'Aula Teodoriana (Chiandetti editore, 1993)
- La Chiesa Aquileiese del V secolo (1994)
- Le porte della salvezza - Guida alla lettura dei mosaici della basilica di Aquileia (Gaspari editore, 2000)
- Le tessere e il mosaico (Gaspari editore, 2004)
- Le pietre e le stelle (Gaspari editore, 2008)

### Saggi sociali
- Le lotte contadine nel Friuli Orientale, 1891-1923 (Doretti editore, 1974)

### Raccolte di poesie in friulano
- La gnova stagion (Società Filologica Friulana 1968)
- Roja Natissa (Società Filologica Friulana 1970)
- Bassilla (Società Filologica Friulana 1979)